# Lol Creme

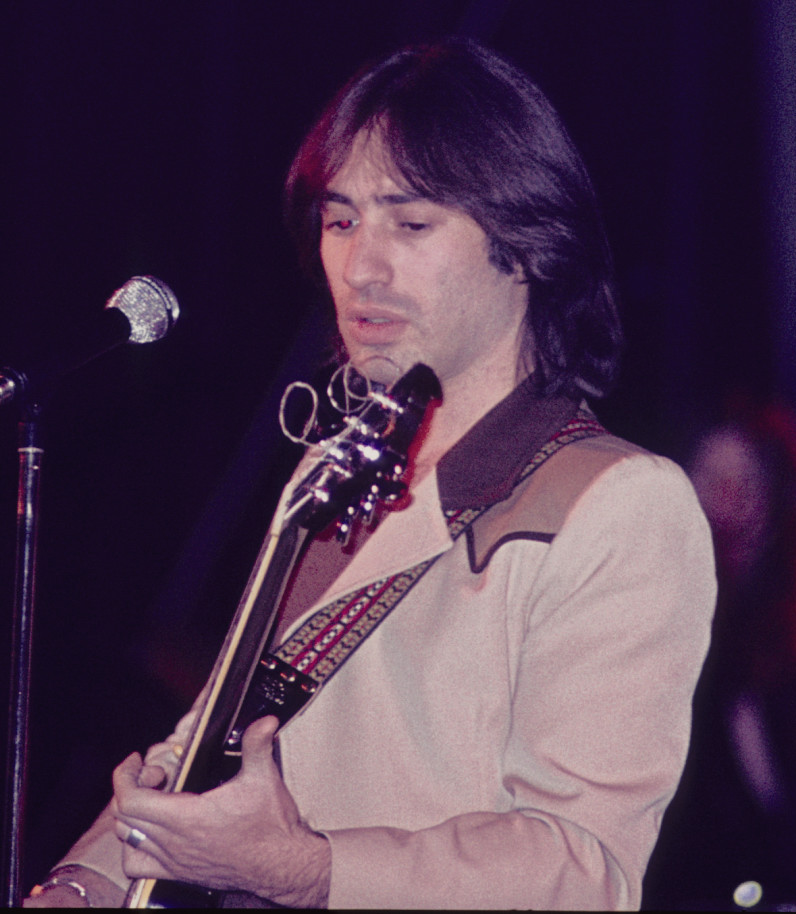
Lol Creme, 1976.

Lol Creme, född Laurence Neil Creme 19 september 1947 i Prestwich, Lancashire, England, är en brittisk musiker främst känd för sitt medlemskap i musikgrupperna 10cc och Godley & Creme. Han är sångare, gitarrist, basist, keyboardist samt låtskrivare. I 10cc var hans huvudsakliga instrument keyboard. Han kom också att verka som musikvideoregissör från 1979 och under större delen av 1980-talet.
1970 blev han medlem i den kortlivade gruppen Hotlegs som fick en hitsingel med låten "Neanderthal Man". Projektet ombildades sedan till 10cc. Tillsammans med Kevin Godley skrev han flera hitsinglar åt 10cc, bland annat "Rubber Bullets", "Silly Love" och "Life Is a Minestrone". Han lämnade gruppen tillsammans med Kevin Godley 1976 efter albumet How Dare You! och bildade sedan Godley & Creme som under 1980-talet hade hitsinglar som "Cry". Duon gick skilda vägar 1988.